# Вибори Президента Ірану 2024
Дострокові президентські вибори в Ірані 2024 року відбулися після загибелі попереднього президента Ібрагіма Раїсі в аварії гелікоптера 19 травня 2024 року.
28 червня відбувся перший тур виборів, жоден з кандидатів не отримав більшості. Явка склала 39,93 %, що стало найнижчим показником для президентських виборів в історії Ірану, на понад 8 відсоткових пунктів нижче попереднього рекорду 48,48 %, встановленого на президентських виборах в Ірані 2021 року.
5 липня було проведено повторне голосування між Саїдом Джалілі та Масудом Пезешкіяном. Переможцем виборів став Пезешкіян.

## Передумови
19 травня 2024 року Раїсі разом із президентом Азербайджану Ільхамом Алієвим повертався з поїздки на ірано-азербайджанський кордон для урочистого відкриття гідроелектростанції на водосховищі Гіз Галасі Під час їхньої подорожі гелікоптер, на борту якого перебували Раїсі та сім інших пасажирів і члени екіпажу, розбився поблизу села Узі в повіті Варзакан у провінції Східний Азербайджан. Пізніше того ж дня було знайдено уламки вертольота, і всі, хто був на борту, загинули. Це призвело до того, що перший віце-президент Мохаммад Мохбер став виконувачем обов'язків президента відповідно до статті 131 Конституції.

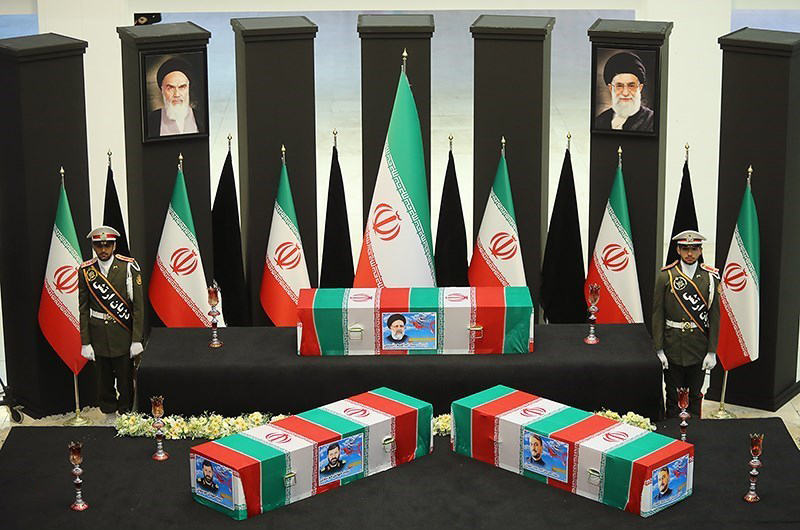
Похорон Раїсі

## Виборча система
Президент Ірану зазвичай обирається кожні чотири роки «прямим голосуванням народу», як зазначено в статті 114 Конституції Ірану. Це означає, що президентські вибори мали відбутися 18 червня 2025 року, але через смерть президента вони відбулися значно раніше. Згідно з політичною системою Ірану, президент є найвищою посадовою особою країни, яка обирається на прямих виборах, главою виконавчої влади та другою за важливістю посадою після верховного лідера.
Згідно з конституцією Ісламської Республіки Іран, будь-який громадянин Ірану, який сповідує шиїтський іслам, вірний Конституції та ідеології Ісламської Республіки, може брати участь у виборах як кандидат у президенти. Установа під назвою «Агентство моніторингу виборів» (EMA), якою керує Рада вартових, перевіряє зареєстрованих кандидатів і відбирає невелику кількість для участі у виборах.
Рада вартових публічно не оголошує причини відмови конкретним кандидатам, хоча ці причини приватно пояснюють кожному кандидату. Жінкам конституція не забороняє балотуватися; однак станом на 2024 рік кожна жінка, яка зареєструвалася як кандидат, була виключена з балотування на виборах Радою вартових, хоча організація і спростувала відхилення кандидатури жінки саме через її стать.
Кандидатури, затверджені Радою вартових, виносяться на відкрите голосування. Переможцем вважається кандидат, який набере більшість (50 % плюс один) голосів. Якщо жоден кандидат не набере достатньої кількості голосів, наступної п'ятниці проводиться другий тур виборів між двома кандидатами, які набрали найбільшу кількість голосів. Іранці, які голосують під час виборів, отримують штамп із зазначенням цього у своїх свідоцтвах про народження.
Згідно з конституцією, після того, як результат буде відомий, верховний лідер повинен підписати указ обраного президента, і якщо він відмовиться підписати, обраний президент не стане президентом. Досі верховні лідери завжди підписували указ обраного президента. Після цього обраний президент повинен прочитати та підписати присягу на сесії Ісламської консультативної ради в присутності членів Ради вартових і голови Верховного суду.
На цих виборах право голосу мали понад 61 мільйон громадян, близько 18 мільйонів з них віком від 18 до 30 років. Виборці повинні пред'явити свідоцтва про народження, паспорти або смарт-картки. У Міністерстві розвідки попередили, що кандидати в президенти перебувають під постійним моніторингом.

### Голосування за кордоном
Голосування за участі іноземних іранців проходило в 344 місцях по всьому світу. В Австралії через протести іранської діаспори скасували голосування в Брісбені та Сіднеї. Опоненти іранського уряду, які хотіли бойкоту виборів, критикували адміністрацію Байдена за дозвіл встановлення виборчих дільниць у Сполучених Штатах. Саудівська Аравія і Канада відмовилися надати Ірану дозвіл на встановлення урн для голосування за кордоном, хоча пізніше це рішення скасували в Саудівській Аравії. Натомість виборчі дільниці розмістили на кордоні між США та Канадою.

### Дати
Після оголошення про смерть Раїсі 20 травня влада оголосила, що голосування відбудеться 28 червня. Реєстрація кандидатів почалася 30 травня і тривала до 3 червня, а агітація тривала з 12 до 27 червня.

## Кандидати
Реєстрація на вибори президента стартувала 30 травня і завершилася 3 червня. Загалом свої кандидатури в президенти висунули 80 осіб, у тому числі чотири жінки. Більшість кандидатів вважалися консерваторами та ультраконсерваторами. Остаточний список кандидатів Рада вартових оприлюднила 9 червня. Тим, кому рада відмовила, не дозволили опротестувати рішення.

### Відхилено
Загалом Рада опікунів відхилила кандидатури 74 кандидатів. Серед них усі чотири жінки, які подали заявку на участь у виборах. Заявки щонайменше 30 кандидатів були відхилені 30 травня через невідповідність «основним умовам кваліфікації». Зокрема, було відхилено заявку колишнього президента Махмуда Ахмадінежада; він був дискваліфікований і на попередніх виборах 2021 року.

### Затверджено
Рада вартових дозволила балотуватися на пост президента шістьом кандидатам, а саме Мохаммаду Багеру Галібафу, Саїду Джалілі, Масуду Пезешкіяну, Мостафі Пурмохаммаді, Амірхоссейну Газізаде Хашемі та Алірезі Закані. 26 червня Хашемі зняв свою кандидатуру і закликав інших кандидатів зробити те ж саме, «щоб фронт революції був зміцнений». За ним 27 червня пішов Закані, який зробив це, посилаючись на необхідність «заблокувати формування третьої адміністрації» колишнього президента Хасана Рухані. Ці два кандидати, а також Галібаф, підтримали Джалілі у другому турі.
| Ім'я                                            | Ім'я | Народився                                | Досвід | Партія                                               | #      |
| ----------------------------------------------- | ---- | ---------------------------------------- | --- | ---------------------------------------------------- | ------ |
| Мохаммад Багер Галібаф                          |      | 23 серпня 1961 (62 роки) Торкабе, Іран   | Спікер Ісламської консультативної асамблеї (з 2020 року) Член Ради доцільності Ірану (2017—2020) Мер Тегерана (2005—2017) Кандидат в президенти (2005, 2013 та 2017)              | Прогресивний та справедливий народ ісламського Ірану |        |
| Амір-Хоссейн Газізаде Хашемі (зняв кандидатуру) |      | 14 квітня 1971 (53 роки) Фаріман, Іран   | Віце-президент Ірану (з 2021) Член Ісламської консультативної ради Ірану (2008—2021) Кандидат в президенти (2021)                                                                 | Партія ісламського права                             | [ 45 ] |
| Саїд Джалілі                                    |      | 6 вересня 1965 (58 років) Мешхед, Іран   | Член Ради доцільності Ірану (з 2013) Голова Вищої ради національної безпеки Ірану (2007—2013) Головний учасник ядерних переговорів (2007—2013) Кандидат в президенти (2013, 2021) | Незалежний політик                                   |        |
| Масуд Пезешкіян                                 |      | 29 вересня 1954 (69 років) Мегабад, Іран | Член Ісламської консультативної ради Ірану (з 2008) Міністр охорони здоров'я та медичної освіти (2001—2005)                                                                       | Незалежний політик                                   |        |
| Мостафа Пурмохаммаді                            |      | 9 березня 1960 (64 роки) Кум, Іран       | Міністр юстиції Ірану (2013—2017) Міністр внутрішніх справ (2005—2008) | Товариство бойового духовенства                      |        |
| Аліреза Закані (зняв кандидатуру)               |      | 3 березня 1966 (58 років) Рей, Іран      | Мер Тегерана (з 2021) Член Ісламської консультативної ради Ірану (2004—2016; 2020—2021) Кандидат в президенти (2021)                                                              | Society of Pathseekers                               |        |

## Кампанія
У своїй промові 3 червня верховний лідер аятола Алі Хаменеї наказав кандидатам не нападати один на одного і висловив перевагу «революційному президенту». Більшість кандидатів зосередили свої програми на соціальному забезпеченні та покращенні житлових умов.
Влада надала 20 ГБ безкоштовного мобільного інтернета для використання в месенджерах та програмі Telewebion протягом 30 днів для просування інформації про вибори. Фінансоване США Radio Farda передбачало, що загальна вартість виборів становитиме понад 357 мільйонів доларів США.

### Консерватори
Саїд Джалілі з Фронту стабільності ісламської революції балотувався в президенти вчетверте. Колишній міністр закордонних справ він допомагав уряду протягом останніх 10 років. Його підтримувало Ісламське товариство студентів. У своїй книзі Джалілі висловлював погляди на зовнішню політику, натхненні есхатологією, заснованою на протистоянні західному світу. Щоб залучити голоси виборців, Аліреза Закані заявив, що щодня роздаватиме 120 тонн м'яса. Він також пообіцяв безкоштовне медичне обслуговування для жінок і людей похилого віку та грошові виплати бідним.

### Реформатори
З шести кандидатів, затверджених Радою опікунів, Масуд Пезешкіян вважався єдиним представником лібералів та реформістів. Його підтримували Nedaye Iranian, Партія національної довіри, Партія поміркованості та розвитку, Коаліція реформістських жіночих партій, колишній президент Мохаммед Хатамі, колишній міністр закордонних справ Мохаммад Джавад Заріф і Асамблея сил лінії Імама. Гасло кампанії Пезешкіяна — «Жити без сорому». Він також виступав проти програми ісламської релігійної поліції і критикував закони країни щодо носіння хіджабу.

## Дебати

### Перший тур
Телеканал IRIB ексклюзивно проводив і транслював президентські дебати. Питання, які будуть ставитися під час дебатів, були заздалегідь передані всім кандидатам. IRIB і виборчий офіс застерегли кандидатів від псування іміджу країни. Для кандидатів IRIB також створював документальні фільми. Уряд заборонив демонструвати зображення кандидатів з Алі Хаменеї та його попередником на посаді верховного лідера Рухоллою Хомейні.
Під час перших дебатів 17 червня кандидатів запитували про такі питання, як інфляція, дефіцит державного бюджету, житло та корупція. Усі кандидати пообіцяли скасувати санкції проти Ірану, зміцнити ріал і провести реформи. Під час дебатів Галібаф зробив кілька неправдивих заяв про економіку, щодо марнотратства енергії в країні, національного ВВП і рівня продуктивності. Журналіст Вахід Аштарі стверджував, що Галібаф неправдиво стверджував, що ніколи не подав до суду на жодного журналіста. Аштарі був заарештований 20 червня після того, як опублікував записи про багаж доньки Галібафа, яка їздила до Туреччини. Закані неправдиво заявив, що в метро Тегерана не було поліцейських, які носять хіджаб, і що він не виступав проти імпортних вакцин проти COVID-19. Пурмохаммеді стверджував, що програма новин IRIB TV2 20:30 піддала цензурі відео, яке він їм надіслав.
На дебатах 20 червня під час обговорення культури радник Пезешкіана Мохаммед Фазелі викинув свій мікрофон і покинув студію після суперечки з одним із ведучих Під час дебатів знову обговорювали економічні питання, а також субсидії на пальне та освіту.
Під час третіх дебатів 21 червня Хашемі пообіцяв створити зону на пляжах для жінок, щоб кататися на водних мотоциклах і займатися водними видами спорту, тоді як Пурмохаммеді пообіцяв декриміналізувати відсутність хіджабу та припинити насильницькі дії з боку поліції та Басіджа. Джалілі розкритикував надмірну увагу ЗМІ до смерті Махси Аміні, а не до смерті тисяч жінок у Газі. Галібаф стверджував, що Національна інформаційна мережа Ірану просунулася на 75 %, попри заперечення, що це є «неперевірним».
Під час четвертих дебатів 24 червня Пурмохаммаді назвав Джалілі зрадником за саботаж ратифікації FATF і нафтової угоди Ахмадінежада Crescent; Джалілі заперечив це і заявив, що угода була помилковою. Колишній міністр нафти Біджан Намдар Зангенех сказав, що «Джалілі та його пішак Закані говорять про Crescent у кожному тихому місці» і що Джалілі не прийде з ним на дебати, оскільки він «покаже, скільки непоправної економічної шкоди завдав Джалілі». Хашемі критикував Хасана Роухані та реформістів за розпалювання війни в Афганістані та похвалив Ібрагіма Раїсі за те, що він уклав мир і не дозволив Ізраїлю наступати. Пурмохаммаді назвав страти іранських політв'язнів 1988 року «проєктом важких часів уряду» і зауважив, що «були страчені лише члени Народної організації моджахедів Ірану, які боролися проти народу».
Під час п'ятих, останніх дебатів (25 червня) Хашемі пообіцяв скасувати дванадцятимісячну військову повинність для чоловіків. Хашемі заперечував існування інтернет-цензури в Ірані, а Пезешкіян захищав відключення Інтернету в Ірані у 2019 році. Пурмохаммаді пообіцяв забезпечити прозорість Тегеранської фондової біржі. Під час дебатів про жінок представник Джалілі сказав, що жінки самі винні у тому, що на них нападають, бо не носять хіджаб. Сам Джалілі сказав інтерв'юеру, що вони не розуміють «стратегічної глибини» законів про носіння хіджабу. IRIB цензурував виступ Пезешкіяна, де він підтримував Махсу Аміні.

### Другий тур
Під час двогодинних теледебатів на IRIB 1 липня Пезешкіян розкритикував Джалілі за відсутність управлінського досвіду, його позицію щодо ядерних переговорів і обіцянку досягти рівня економічного зростання на 8 % під час перебування на посаді, додавши, що владі слід дозволити «стратити» Джалілі, якщо його мета не буде досягнута. Джалілі звинуватив Пезешкіяна в тому, що той не має плану, як керувати країною, а натомість приведе її до «відсталої позиції». Обидва кандидати пообіцяли розв'язати проблеми бідних, робітників, жінок, етнічних груп і релігійних меншин, а також покращити інтернет-послуги. Вони також закликали розслідувати низьку явку в першому турі. Пезешкіян назвав ситуацію в Ірані тупиковою і заявив, що жоден уряд не буде рости в клітці. Він знову розкритикував Джалілі за його тіньову роль..
Під час фінальних дебатів 2 липня Пезешкіян пообіцяв відновити ядерну угоду з іноземними державами, а Джалілі закликав США виконувати свої зобов'язання нарівні «з тими зобов'язаннями, які ми виконали». Обидва кандидати пообіцяли покращити економіку, надати енергетичні субсидії бідним та сприяти імпорту автомобілів, одночасно підтримуючи вітчизняних автовиробників. Джалілі зробив кілька оманливих тверджень щодо економіки, які мали критикувати адміністрацію Рухані та хвалити адміністрацію Раїсі.

## Опитування громадської думки та прогнози
| Дата         | Опитувач                                                      | Розмір вибірки     | Похибка            | Джалілі            | Галібаф            | Пешезкіян          | Хашемі             | Закані             | Пурмохаммаді       | Не визначилися     | Перевага           |                    |
| ------------ | ------------------------------------------------------------- | ------------------ | ------------------ | ------------------ | ------------------ | ------------------ | ------------------ | ------------------ | ------------------ | ------------------ | ------------------ | ------------------ |
| Дата         | Опитувач                                                      | Розмір вибірки     | Похибка            |                    |                    |                    |                    |                    |                    | Не визначилися     | Перевага           |                    |
| 4 липня      | Islamic Consultative Assembly                                 |                    |                    | 44.2 %             |                    | 53.7 %             |                    |                    |                    |                    | 9.5 %              |                    |
| 3 липня      | Iranian Students News Agency                                  |                    | ±2 %               | 43.9 %             |                    | 49.5 %             |                    |                    |                    |                    | 5.6 %              |                    |
| 26 червня    | Tehran University                                             |                    | 3.5 %              | 26.8 %             | 23.3 %             | 32.9 %             | 3.6 %              | 1.7 %              | 1.6 %              | 7.7 %              | 6.1 %              |                    |
| 26 червня    | Iranian Students Polling Agency                               | 3589               |                    | 28.8 %             | 19.1 %             | 33.1 %             | 2.8 %              | 2.1 %              | 1.4 %              | 10.5 %             | 4.3 %              |                    |
| 22–24 червня | Mellat Opinion Poll Institute (Islamic Consultative Assembly) | 1100               |                    | 16.3 %             | 16.9 %             | 23.5 %             | 3.2 %              | 1.2 %              | 0.5 %              | 38.4 %             | 6.6 %              |                    |
| 22–23 червня | Shenaakht                                                     | 1000               |                    | 20 %               | 19 %               | 28 %               | 3 %                | 1 %                | 1 %                | 28 %               | 8 %                |                    |
| 22–23 червня | Imam Sadeq University                                         | 1500               |                    | 21.5 %             | 23.4 %             | 24.4 %             | 4.5 %              | 2.4 %              | 2 %                | 21.8 %             | 1 %                |                    |
| 22–23 червня | Iranian Students Polling Agency                               | 4057               |                    | 24 %               | 14.7 %             | 24.4 %             | 2 %                | 1.7 %              | 0.7 %              | 30.6 %             | 0.4 %              |                    |
| 18–20 червня | IRIB[джерело?]                                                |                    |                    | 22.5 %             | 19.5 %             | 19.4 %             | 2.7 %              | 2.2 %              | 0.9 %              | 28.4 %             | 3 %                |                    |
| 18–20 червня | Mellat Opinion Poll Institute (Islamic Consultative Assembly) | 850                |                    | 18.2 %             | 20.7 %             | 18.9 %             | 4.6 %              | 2 %                | 1.8 %              | 33.8 %             | 1.8 %              |                    |
| 18–19 червня | Iranian Students Polling Agency                               | 4545               |                    | 26.2 %             | 19 %               | 19.8 %             | 2.6 %              | 2 %                | 0.9 %              | 27.4 %             | 6.4 %              |                    |
| 18–19 червня | Imam Sadeq University                                         |                    |                    | 23.5 %             | 29.3 %             | 30 %               | 2.7 %              | 1.2 %              | 1.1 %              | 12.4 %             | 0.7 %              |                    |
| 11–13 червня | Research Center for Culture, Art and Communication            |                    |                    | 36.7 %             | 30.4 %             | 28.3 %             | 1.4 %              | 1.7 %              | 1.4 %              | 62 %               | 6.3 %              |                    |
| 30 травня    | Початок реєстрації                                            | Початок реєстрації | Початок реєстрації | Початок реєстрації | Початок реєстрації | Початок реєстрації | Початок реєстрації | Початок реєстрації | Початок реєстрації | Початок реєстрації | Початок реєстрації | Початок реєстрації |

Іранське студентське агентство опитувань прогнозувало явку 44,4 %. Відповідно до опитування, проведеного Центром досліджень Меджлісу з 26 по 29 травня 2024 року, прогнозувалося, що явка виборців становитиме понад 53 %. З іншого боку, опитування, проведене Міністерством культури та ісламської орієнтації, передбачало лише 30 % участі виборців з Тегерану. Командування правоохоронних органів Ісламської Республіки Іран застерегло людей від поширення публікацій із фейковими опитуваннями, оголосивши це злочином.
25 червня верховний лідер аятолла Алі Хаменеї закликав до «активної участі» у виборах, назвавши їх «гордістю ісламської республіки». Він також застеріг від підтримки кандидатів, які вважають, що «всі шляхи прогресу» йдуть зі Сполучених Штатів. Аббас Абді, один із найвпливовіших реформаторських діячів Ірану, прогнозував максимальну явку на виборах у 60 % і мінімальну 55 %. Telegram-канал IRGC провів опитування, у якому Пезешкіян набрав 60 % голосів.

## Голосування
Голосування проводилося майже на 60 000 виборчих дільниць і 90 000 «пунктів голосування» по всій країні, а понад 300 виборчих дільниць було відкрито за кордоном. Голосування в першому турі спочатку передбачалося з 08:00 до 18:00, але в останній момент Міністерство внутрішніх справ продовжило його до 20:00. Голосування також продовжили до півночі у другому турі.

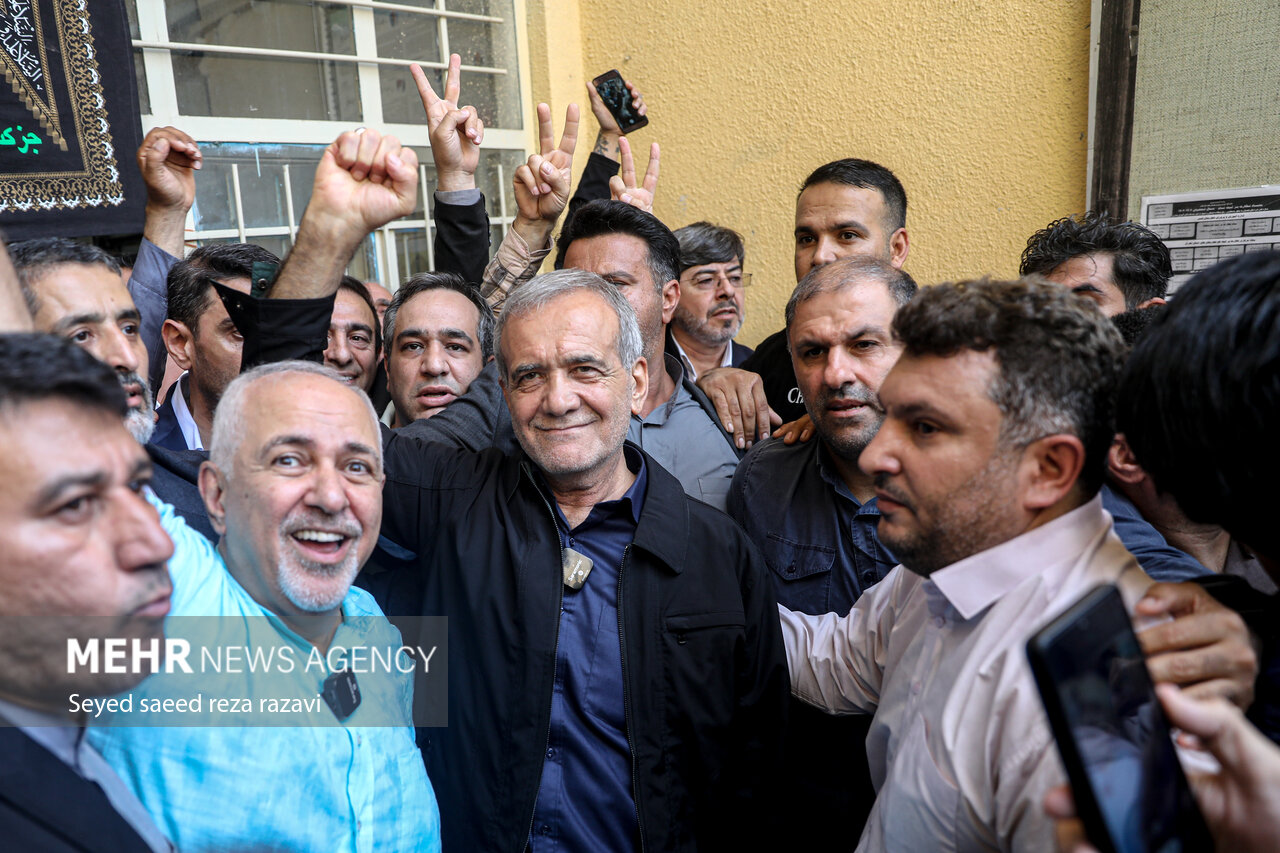
Пезешкіян голосує на виборах

## Інциденти
Під час передвиборчої кампанії було опубліковано відео про побиття пропезешкіянського адвоката в Тебрізі силами безпеки в пустелі. Мін'юст розпочав розслідування інциденту. Двоє співробітників сил безпеки були вбиті під час збройного нападу на автомобіль, який перевозив виборчі скриньки в Систані та Белуджистані.
Міністр Інтернету Ірану заявив, що оптико-волоконна мережа країни була саботована 28 червня. Міністерство внутрішніх справ заявило, що затримало учасників, які планували відсвяткувати перемогу на виборах неназваного кандидата.

## Результати
Офіційні результати показали, що Пезешкіян і Джалілі виходять у другий тур, запланований на 5 липня. Явка в першому турі склала 40 відсотків, що було найнижчим показником на президентських виборах в Ірані з 1979 року, тоді як загалом 1 056 159 бюлетенів були визнані зіпсованими. Другий тур президентських виборів в Ірані відбувся вперше з 2005 року.
| Кандидат                              | Партія                                                 | Об'єднання                            | Перший тур | Перший тур | Другий тур | Другий тур |
| Кандидат                              | Партія                                                 | Об'єднання                            | Голосів    | %          | Голосів    | %          |
| ------------------------------------- | ------------------------------------------------------ | ------------------------------------- | ---------- | ---------- | ---------- | ---------- |
| Масуд Пезешкіян                       | незалежний політик                                     | реформіст                             | 10,415,991 | 44.36      | 16,384,403 | 54.76      |
| Саїд Джалілі                          | незалежний політик                                     | консерватор                           | 9,473,298  | 40.35      | 13,538,179 | 45.24      |
| Мохаммад Багер Галібаф                | «Прогресивний та справедливий народ ісламського Ірану» | консерватор                           | 3,383,340  | 14.41      |            |            |
| Мостафа Пурмохаммаді                  | «Товариство бойового духовенства»                      | консерватор                           | 206,397    | 0.88       |            |            |
| Всього                                | Всього                                                 | Всього                                | 23,479,026 | 100.00     | 29,922,582 | 100.00     |
|                                       |                                                        |                                       |            |            |            |            |
| Зараховано голосів                    | Зараховано голосів                                     | Зараховано голосів                    | 23,479,026 | 95.70      | 29,922,582 | 98.01      |
| Не зараховано голосів                 | Не зараховано голосів                                  | Не зараховано голосів                 | 1,056,159  | 4.30       | 607,575    | 1.99       |
| Всього голосів                        | Всього голосів                                         | Всього голосів                        | 24,535,185 | 100.00     | 30,530,157 | 100.00     |
| Зареєстровано виборців, відсоток явки | Зареєстровано виборців, відсоток явки                  | Зареєстровано виборців, відсоток явки | 61,452,321 | 39.93      | 61,452,321 | 49.68      |